# یونگ‌بین یی
همسر نجیب سلطنتی یونگ‌بین یی (کره‌ای: 영빈 전의 이씨; هانجا: 暎嬪 全義 李氏؛ ۱۵ اوت ۱۶۹۶ – ۲۳ اوت ۱۷۶۴) با عنوان بانو سون‌هی (کره‌ای: 선희궁; هانجا: 宣禧宮) نیز شناخته می‌شود، معشوقهٔ پادشاه یونگ‌جو چوسان و مادر ولیعهد سادو بود. او بیشتر به خاطر توصیه به پادشاه یونگ‌جو برای اعدام پسرشان مشهور است، زیرا پسرشان از بیماری‌های روانی جدی رنج می‌برد.

## در فرهنگ عامه
- بازی شده توسط کیم یون کیونگ در مجموعه تلویزیونی سال ۱۹۸۸ ام‌بی‌سی، ۵۰۰ سال چوسان: شرح حال بانو هه‌گیونگ
- بازی شده توسط جونگ هه سون در مجموعه تلویزیونی سال ۱۹۹۸ ام‌بی‌سی، راه پادشاهی
- بازی شده توسط جون هه جین در فیلم سال ۲۰۱۵، تخت پادشاهی
- بازی شده توسط نام گی ئه در مجموعه تلویزیونی ۲۰۲۱ ام‌بی‌سی، سرآستین قرمز

### Works cited
- Kim, Yang Hi Choi (1974). Hanjung Nok: Memoirs of an Yi Dynasty Court Lady (MA). Australian National University.